# Regije Etiopije
Etiopija je federacija podijeljena na etnolingvistički utemeljene regionalne države (množina: ክልሎች kililoch ; jednina: ክልል kilil ) i posebne gradove (množina: astedader akababiwach ; jednina: astedader akabibi ). Ovaj sustav upravnih regija zamijenio je 1992. etiopske pokrajine godine pod prijelaznom vladom Etiopije, a formaliziran je 1995. godine kada je na snagu stupio trenutni Ustav Etiopije. 
Svakom regijom upravlja regionalno vijeće čiji su članovi izravno izabrani da predstavljaju worede (okruge ). Svako vijeće ima predsjednika, kojeg bira vijeće. Regije također imaju izvršni odbor, čije članove bira predsjednik među vijećnicima, a odobrava ih vijeće. Svaka regija ima sektorski ured koji provodi mandat vijeća i podnosi izvještaje izvršnom odboru.
Trenutno postoji deset regionalnih država i dva posebna grada, glavni grad Adis Abebe i Dire Dawa, s posebnim statusom od 2004. godine. Budući da se temelje na etničkoj pripadnosti i jeziku, a ne na fizičkoj geografiji ili povijesti, regije se uvelike razlikuju po površini i broju stanovnika, a najistaknutiji primjer je regija Harari koja ima manje područje i broj stanovnika od oba posebna grada. Kada su prvotno osnovane 1992. godine, postojao je veći broj regija, ali je pet regija spojeno je da bi se formirala multietnička Južni narodi, nacionalnosti i narodna regija kasnije 1992. godine, nakon prvih izbora za regionalna vijeća 21. lipnja 1992.
Riječ " kilil " preciznije znači "rezervat" ili "zaštićeno područje". Etnička osnova regija i odabir riječi " kilil " izazvali su žestoke kritike onih koji su opozicija vladajućoj stranci i koji su uspoređivali s bantustanima iz vremena apartheida u Južnoj Africi .

## Popis regija i gradskih uprava
| Zastava | Ime                                               | Stanovništvo | Površina (km 2)  | Stanovništvo po km 2 | Glavni     |
| ------- | ------------------------------------------------- | ------------ | ---------------- | -------------------- | ---------- |
|         | Addis Abeba (grad)                                | 3.273.000    | 526,99           | 5.198,49             | Adis Abeba |
|         | Regija Afar                                       | 1.723.000    | 72.052,78        | 19.58                | Semera     |
|         | Regija Amhara                                     | 27.401.000   | 154.708,96       | 177.11               | Bahir Dar  |
|         | Regija Benishangul-Gumuz                          | 1.005.000    | 50.698,68        | 13.23                | Asosa      |
|         | Dire Dawa (grad)                                  | 440 000      | 1.558,61         | 219,32               | Dire Dawa  |
|         | Regija Gambela                                    | 409.000      | 29.782,82        | 10.31                | Gambela    |
|         | Regija Harari                                     | 232.000      | 333,94           | 549,03               | Harar      |
|         | Regija Oromia                                     | 33.692.000   | 284.537,84       | 95,45                | Adis Abeba |
|         | Regija Somali                                     | 6.453.000    | 279,252 (procj.) | 15,90                | Jijiga     |
|         | Regija Južnih naroda, narodnosti i etničkih grupa | 11.426.000   | 93.800           | 121,81               | Avasa      |
|         | Regija Tigray                                     | 4.056.000    | 53,638           | 75,62                | Mek'ele    |
|         | Regija Sidama                                     | 10.850.000   | 12.000           | 904,17               | Avasa      |

### Predložene regije
U studenom 2019. godine održan je referendum u zoni Sidama Regiji Južnih naroda, nacionalnosti i regije naroda, na kojem su glasači podržali prijedlog da zona Sidama postane samostalna regija. Regionalna država Sidama stvorena je u lipnju 2020. U prosincu 20. prosinca 2019., zona Welayta u Regiji Južnih naroda, nacionalnosti i regije naroda održala je skup kako bi se usprotivila neuspjehu regionalnog vijeća da Nacionalnom izbornom odboru pošalje zahtjev da zona Welayta postane nacionalna regionalna država kako bi se organizirao referendum. Prije toga, u zoni Welayta u svibnju 2019. održan je i javni skup na kojem se zahtijevala regionalnu državnost.